# Tetranychus nakahari
Tetranychus nakahari är en spindeldjursart som beskrevs av Baker och James P. Tuttle 1976. Tetranychus nakahari ingår i släktet Tetranychus och familjen Tetranychidae. Inga underarter finns listade i Catalogue of Life.